# Los Chiles
Los Chiles – miasto w Kostaryce, w prowincji Alajuela.